# Ґанґстердам
«Ґанґстердам» (фр. Gangsterdam) — французька комедійна стрічка 2017 року режисера Ромейна Леві.

## Синопсис
У стрічці йдеться про невдаху Рубена Яблонського. Після серії недолугих спроб загравань до Нори, доля нарешті підкидає Рубену реальний шанс сподобатись дівчині своєї мрії. Все, що треба — вирушити до Амстердаму, забрати товар і повернутися. По приїзді в Амстердам все йде легко і весело: друзі знаходять продавця, беруть товар, їдуть додому і… все йде шкереберть, коли шляхи Нори, Рубена та місцевої мафії перетинаються.

## У ролях
| Актор          | Роль                 |
| -------------- | -------------------- |
| Кев Адамс      | Рубен Яблонський     |
| Менон Азем     | Нора                 |
| Коме Левін     | Дюрекс               |
| Юбер Кунде     | Улісс Абрагам Бакель |
| Рутґер Гауер   | Дольф ван Таннен     |
| Патрік Тімсі   | Серж Яблонський      |
| Мона Валравенс | Джун                 |
| Талід Аріс     | Йонас Яблонський     |
| Денніс Рейнсма | Антон ван Теннен     |
| Алекс Гендрікс | Каспар ван Таннен    |
| Ідо Моссері    | Амос Бен Сусан       |
| Маню Пайє      | Мишка                |